# Anderson Silva vs. Vitor Belfort

Poster oficial do UFC 126: Silva vs. Belfort.

O duelo de MMA entre os lutadores brasileiros Anderson Silva e Vitor Belfort, que colocou em disputa o cinturão dos pesos-médios do UFC, ocorrida no dia 5 de fevereiro de 2011 no Mandalay Bay Events Center, em Las Vegas, Estados Unidos, e válida pelo UFC 126: Silva vs. Belfort, é uma das inúmeras lutas apelidadas de Luta do Século.
Esta luta é considerada o divisor de águas do MMA no Brasil, já que a partir deste evento, o interesse pelo esporte no país, e por consequência as audiências dos eventos, só cresceram. Para se ter uma ideia, o programa Sensei SporTV, exibido minutos antes do evento, obteve a maior audiência dos canais SporTV de todo o sábado, incluindo os jogos de futebol, além de ter liderado a audiência no horário nas tvs pagas. Além disso, o canal Combate registrou aumento de 25% do número de assinantes em apenas 1 mês.
A imagem do chute frontal dado pelo Anderson que explodiu no queixo de Belfort, nocauteando-o foi repetida à exaustão em veículos de imprensa do mundo todo, se transformando em um símbolo do esporte. Esse é provavelmente o golpe mais visto da história do UFC ou a foto mais reproduzida sobre o MMA.

## O Duelo

### Background
O encontro de Anderson e Vitor foi ainda mais aguardado pelo público por conta de toda a ‘novela' que ele teve em torno dele.
Primeiro porque Vitor Belfort e Anderson Silva foram companheiros de treino por um tempo. Em 2005, Belfort treinou diversas vezes na academia Black House e, depois, na Team Nogueira, famosa academia dos irmãos Minotauro e Minotouro. E eles não só dividiam sparring e treinadores, mas também chegaram a se preparar juntos para alguns combates. Este fato fez Anderson acusar Belfort de ter quebrado um "código de conduta": "A gente tem um código de honra que é inquebrável, que ninguém luta contra ninguém da equipe. O Vitor quebrou esse código".
Outro fator que chamou a atenção da luta foram as 2 últimas lutas do Anderson Silva antes desse duelo.
No primeiro, quando venceu Demian Maia. A luta foi criticada mundialmente pelo desleixo de Anderson durante a luta e pelo fato de não ter nocauteado o adversário. Anderson chegou a ser advertido pelo juiz por sua conduta, e no quinto round a plateia começou a apoiar Demian Maia, que parecia ser o único lutador que estava com vontade de partir para cima. O presidente do UFC Dana White disse que se sentia envergonhado e decepcionado com a apresentação de Anderson.
Na segunda, contra Chael Sonnen, Silva venceu após uma das maiores reviravoltas da história do esporte.
Além disso, esta era a primeira disputa de cinturão de Vitor Belfort após participar do reality show Casa dos Artistas.

### Agendamento do Duelo
O duelo já havia sido marcado para o UFC 108, em 2 de janeiro de 2010, mas acabou transferido para o UFC 109 por conta de uma lesão de Anderson. Reagendado para o UFC 112, também não chegou a acontecer por conta de lesão, desta vez do “Fenômeno". Quando foi finalmente confirmado para o dia 5 de fevereiro de 2011, gerou tanta expectativa que foi até batizado de “Luta do Século”.

### Pesagem e Encarada Pré-Luta
A pesagem do evento aconteceu em 4 de fevereiro, em Las Vegas.
A "encarada" dos 2 lutadores no dia da pesagem é considerada uma das mais espetaculares da história do UFC. Não a toa, ela foi eleita a melhor encarada do ano pelo próprio UFC.
No dia da pesagem do evento, Anderson apareceu com uma máscara branca que cobria apenas um dos lados do rosto, em provocação a uma frase de Vitor, dita dias antes, de que "Anderson veste uma máscara daquilo que ele não é". Isto acabou gerando um enfrentamento épico com xingamentos dos dois lados.
Logo depois de tirar a máscara, Silva passou a provocar Belfort. “Você tá f..., você tá f.... Eu vou te encher de porrada amanhã”, gritou o atual campeão para seu desafiante. Vitor não recuou, foi para cima de seu oponente e devolveu os insultos. Com os ânimos exaltados, um partiu para cima do outro, mas foram contidos, inclusive pelo presidente do UFC, Dana White.

### Os Lutadores
O embate pôs a prova os dois maiores nomes do MMA nacional, à época: De um lado, o então campeão peso-médio do UFC, Anderson Silva, que vinha de sete defesas de título bem-sucedidas e 13 triunfos consecutivos na carreira, além de ser recordista de vitórias e defesas de cinturão no Ultimate. Do outro, Vitor Belfort, ex-campeão da organização em duas categorias de peso diferentes, conhecido pela explosão e agressividade dos golpes. Apesar do curriculo melhor de Anderson, Belfort era o grande personagem para o "povão". Isso porque o “Fenômeno” tinha grande fama não só por sua trajetória nas lutas, mas também por participações em programas como o reality show Casa dos Artistas, em 2002.
Vitor Belfort havia retornado pouco tempo antes ao UFC. Durante uma conferência de imprensa em 31 de julho de 2011, Dana White anunciou que o UFC havia assinado um contrato com Belfort. Sua primeira luta neste retorno foi contra Rich Franklin em uma luta casada, válida pelo UFC 103, onde Belfort ganhou por KO. Dana White (presidente do UFC) declarou na conferência de imprensa UFC 103 que: "Depois desta vitória, Belfort está próximo de um combate pelo cinturão contra Anderson Silva."

### A Luta
A luta durou 3m25seg. Depois de um início estudado, onde ambos demoraram a soltar os primeiros golpes, Vitor acertou socos em Anderson enquanto o rival esboçava suas brincadeiras costumeiras. Após sentir a mão de Vitor, Anderson acordou, e encerrou o combate com um chute alto frontal no queixo de Belfort, Spider conquistou um nocaute espetacular e entrou para a história.
Nessa luta, Silva ganhou o bônus de nocaute da noite e posteriormente nocaute do ano, no World MMA Awards.

### Acontecimentos pós-Luta
Seis meses depois desta luta, o UFC desembarcou pela primeira vez em terras brasileiras sob nova direção - o Brasil havia recebido um evento no longínquo ano de 1996. Desde então, o país se tornando a segunda casa do Ultimate, atrás apenas dos Estados Unidos.
E, mais que isso, o MMA se tornou conhecido, chegando à principal televisão aberta do país.